# 은색큰갈라고
은색큰갈라고(Otolemur monteiri)는 갈라고과에 속하는 야행성 영장류의 일종이다. 앙골라에서 탄자니아, 케냐 서부와 르완다에 이르는 산림지대에서 흔히 발견된다.
이 종은 2001년 콜린 그로브스에 의해 갈색큰갈라고에서 분리되었다.

## 아종
2종의 아종이 있다.
- Otolemur monteiri monteiri - 남부 지역에서 발견
- Otolemur monteiri argentatus - 빅토리아호 지역에서 발견